# Тіхола
Тіхола (ісп. Tíjola) — муніципалітет в Іспанії, у складі автономної спільноти Андалусія, у провінції Альмерія. Населення — 3955 осіб (2010).
Муніципалітет розташований на відстані близько 360 км на південь від Мадрида, 55 км на північ від Альмерії.
На території муніципалітету розташовані такі населені пункти: (дані про населення за 2010 рік)
- Села-Естасьйон: 259 осіб
- Далі: 52 особи
- Ігераль: 239 осіб
- Лос-Манолонес: 36 осіб
- Лос-Портерос: 8 осіб
- Посо-дель-Лобо: 3 особи
- Тіхола: 3358 осіб

## Демографія
Динаміка населення (INE ):

## Галерея зображень

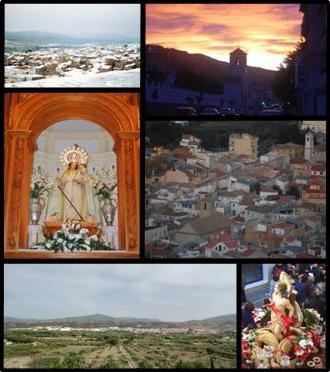
Тіхола
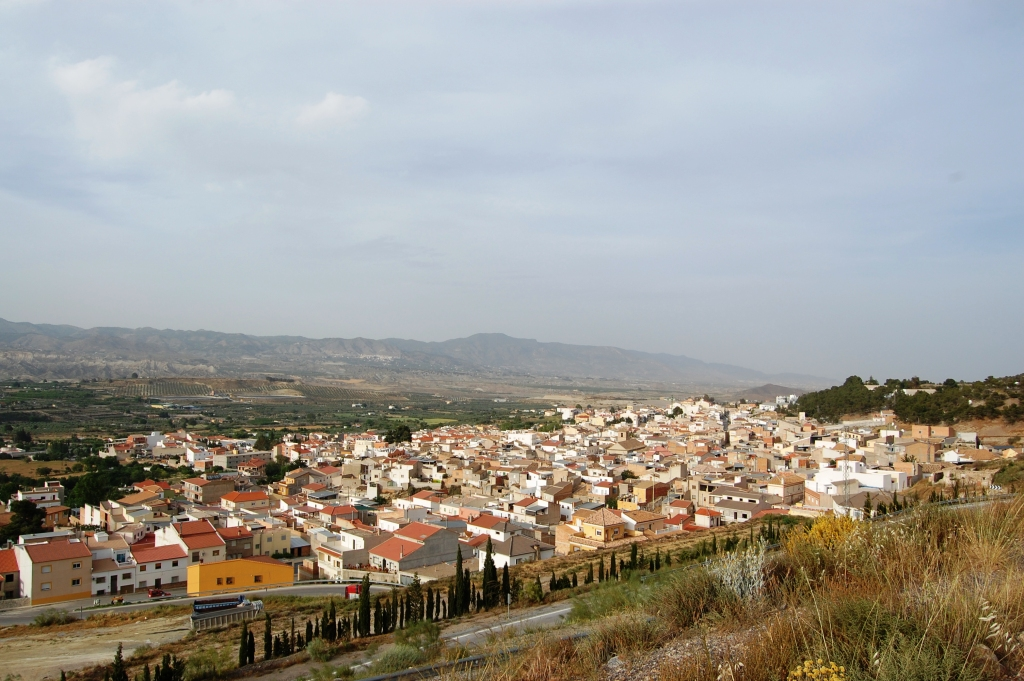
Тіхола
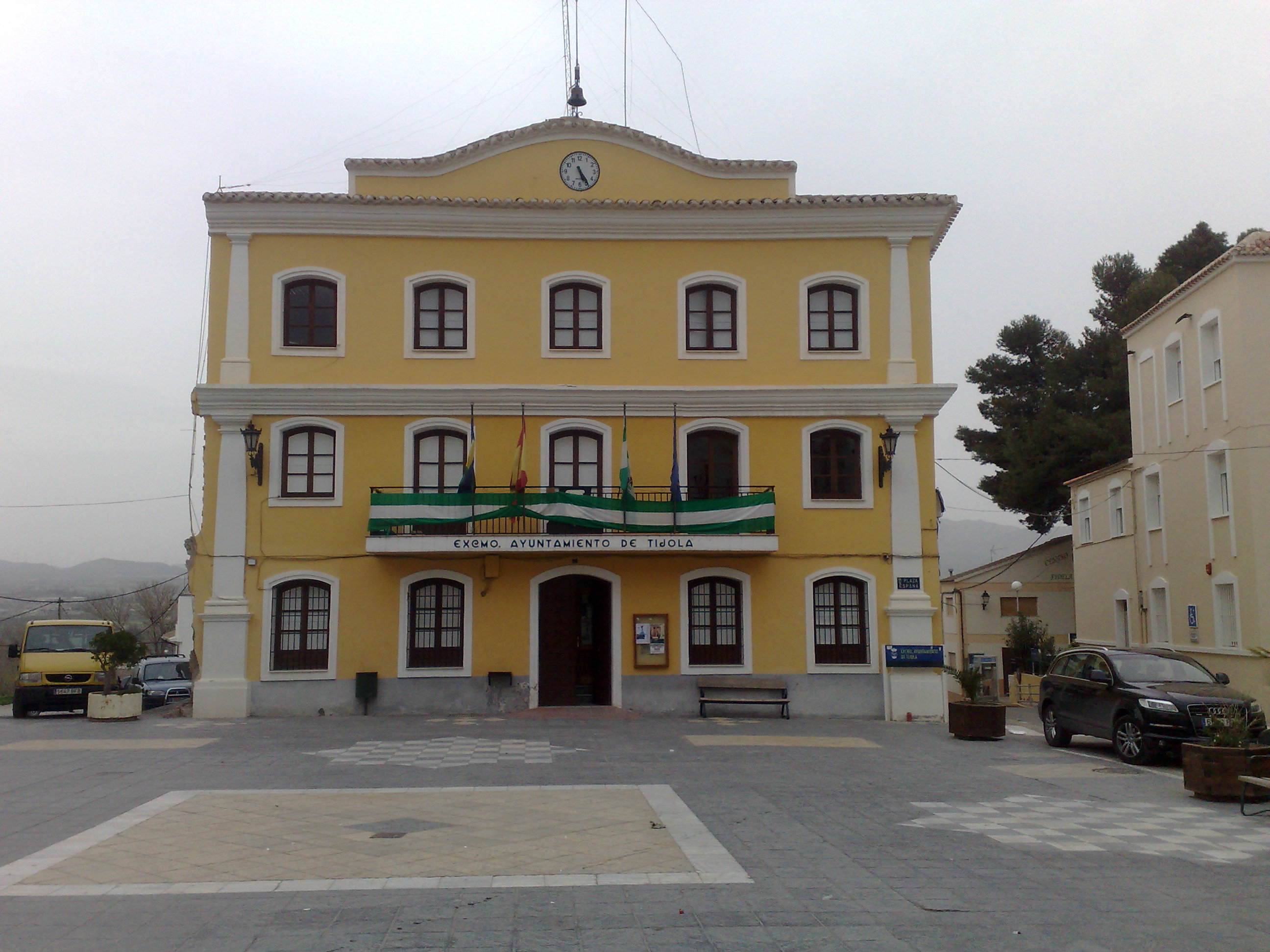
Муніципальна рада
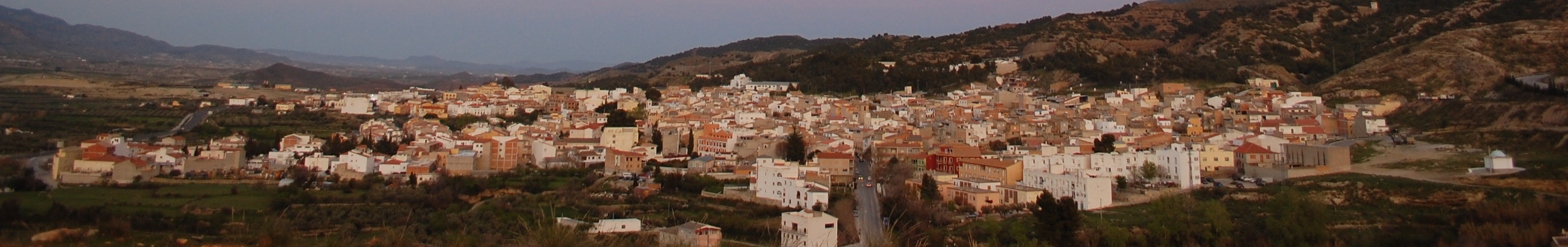
Панорама Тіхоли